# アタリ・ティーンエイジ・ライオット

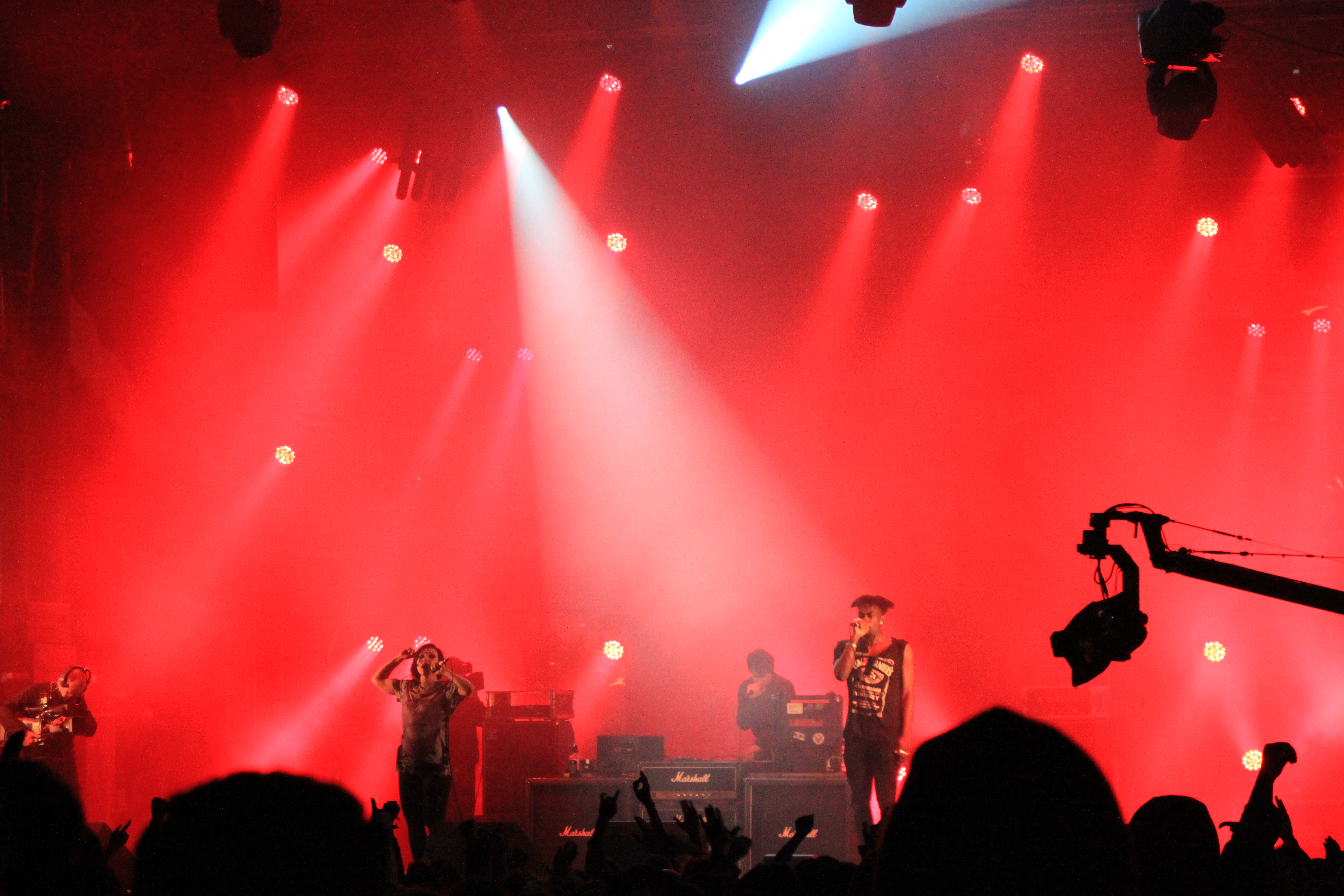
A.T.R., Hellfest 2013.

アタリ・ティーンエイジ・ライオット（英: Atari Teenage Riot、ATR）は、ドイツのバンド。過激なメッセージと極端にヘヴィなサウンド・スタイルを特徴とする。また、デジタル・ハードコアの始祖でもある。

## 概略
1992年、アレック・エンパイアを中心にベルリンで結成。3枚のスタジオ・アルバムをリリースした後、2001年にMCのカール・クラックが急死したことを受け活動を停止。以降、個々のメンバーはソロ活動を展開した。
2010年に入り活動を再開。同年5月に再結成ライブを行い、シングル「Activate」をリリース。2011年6月には4作目となるスタジオ・アルバム『イズ・ディス・ハイパーリアル?』とともに来日公演を行い、2014年3月には通算5作目のスタジオ・アルバム『リセット』が発売された。

## メンバー
- アレック・エンパイア（英語: Alec Empire） - プログラミング、シャウト（1992年- ）
- ニック・エンドウ（英語: Nic Endo） - ノイズ・コントロール、ボーカル（1997年- ） ※日本人の母とドイツの父をもつアメリカ人女性。
- ラウディー・スーパースター（英語: Roudy Superstar） - MC（2012年- ）

### 旧メンバー
- カール・クラック（英語: Carl Crack） - MC（1992年-2001年） ※2001年死去
- ハニン・エライアス（英語: Hanin Elias） - ボーカル（1992年-1996年、1997年-2000年）
- CX・キッドトロニック（CX KIDTRONiK） - MC（2010年-2015年）

## ディスコグラフィ

### スタジオ・アルバム
- Delete Yourself! (1995年、DHR) ※オリジナルのタイトルは『1995』
- The Future of War (1997年、DHR)
- 『60セカンド・ワイプ・アウト』 - 60 Second Wipe Out (1999年、DHR)
- 『イズ・ディス・ハイパーリアル?』 - Is This Hyperreal? (2011年、DHR)[7]
- 『リセット』 - Reset (2014年、DHR) ※日本盤のみボーナストラック「We Are From The Internet」「Activate」「Atari Teenage Riot」収録

### ライブ・アルバム
- Live in Stuttgart (One-Off Shit Let's Go!) (1996年、DHR)
- Live in Philadelphia Dec. 1997 (1998年、DHR)
- Live at Brixton Academy (1999年、DHR)
- 『ライオット・イン・ジャパン 2011』 - Riot in Japan 2011 (2011年、DHR) ※2011年11月17日東京公演を収録

### コンピレーション・アルバム
- Burn, Berlin, Burn! (1997年、Grand Royal)
- Redefine the Enemy - Rarities and B-Side Compilation 1992-1999 (2002年、DHR)
- 『ベスト・オブ・アタリ・ティーンエイジ・ライオット 1992-2000』 - Atari Teenage Riot: 1992–2000 (2006年、DHR) ※国内盤18曲、輸入盤16曲収録。
- 『イントロデューシング・デジタル・ハードコア - 9ミリ・パラベラム・バレット・セレクション』 - Introducing Digital Hardcore - 9mm Parabellum Bullet Selection (2011年) ※9mm Parabellum Bulletが監修したミニ・ベスト盤。「Activate!」収録

### シングル & EP
- "ATR" ("Atari Teenage Riot") (1993年、Phonogram)
- "Kids Are United E.P." (1993年、Phonogram)
- "Raver Bashing" (1994年、Riot Beats) ※アレック・エンパイアの「Together for Never」とのスプリット盤
- "Speed/Midijunkies" (1996年、DHR)
- "Deutschland Has Gotta Die!" (1996年、Grand Royal)
- "Not Your Business E.P." (1996年、Grand Royal)
- "Destroy 2000 Years of Culture" (1997年、Intercord)
- "Paranoid" (1997年、Damaged Goods) ※エイジアン・ダブ・ファウンデーションの「Free Satpal Ram」とのスプリット盤
- "Sick to Death" (1997年、DHR)
- "Atari Teenage Riot II" (1999年、DHR)
- "Revolution Action E.P." (1999年、DHR)
- "Too Dead for Me EP" (1999年、DHR)
- "Rage E.P." (2000年、DHR)
- "Activate" (2010年、DHR)
- "Blood in My Eyes" (2011年、DHR)
- "Black Flags" (2011年、DHR)
- "Collapse of History Remixes" (2012年、DHR)
- "Collapse of History" (2012年、DHR)

## 来日公演
- 1997年
  - 1月?日 新宿LIQUIDROOM - ボーカルはサポート女性2人（ハニン・エライアス妊娠中のため）
  - 7月26日 フジロックフェスティバル
- 1999年
  - 7月29日 フジロックフェスティバル
- 1999年
  - 10月2日 BAYSIDE JENNY（大阪 天保山）
- 2010年
  - 8月6日 恵比寿LIQUIDROOM[8][9]
  - 8月7日 サマーソニック（東京のみ）
- 2011年
  - 7月31日 フジロックフェスティバル
  - 11月17日 恵比寿LIQUIDROOM[10]
  - 11月18日 大阪FANJ twice
  - 11月19日 名古屋CLUB QUATTRO
- 2014年
  - 4月9日 代官山UNIT
  - 4月10日 代官山UNIT
  - 4月11日 名古屋CLUB QUATTRO
  - 4月12日 大阪FANJ twice